# João Nunes
João Aniceto Grandela Nunes (Setúbal, 1995. november 19. –) korosztályos portugál válogatott labdarúgó, hátvéd, az Újpest játékosa.

## Pályafutása

### Klubcsapatokban
João Nunes Setúbal városában született, és kilencéves korában került a Benfica akadémiájára. 2013 januárjában mutatkozott be a portugál másodosztályban, a lisszaboni klub tartalékcsapatában egy Santa Clara elleni 1–1-es döntetlen alkalmával. A 2013–14-es idényben döntőbe jutott a Benfica korosztályos csapatával az UEFA Ifjúsági Ligában. 
2014. március 27-én öt évvel, 2019 nyaráig meghosszabbította szerződését a csapattal. 2015. október 20-án, a Gil Vicente elleni 1–0-s győzelem alkalmával szerezte első gólját.
2016. augusztus 29-én a lengyel élvonalban szereplő Lechia Gdańsk labdarúgója lett. Szeptember 9-én mutatkozott be az Ekstraklasábhan, ahol összesen 76 alkalommal lépett pályára  aklubnál töltött időszaka alatt.
2019. május 2-án végigjátszotta a Jagiellonia Białystok ellen 1–0-ra megnyert Lengyel Kupa-döntőt.
2019. július 23-án a görög Panathinaikósz igazolta le. A 2019–20-as szezonban tizenegyszer kapott lehetőséget az élvonalban, majd 2020 nyarán a Puskás Akadémia csapatához szerződött. 2022-től 2024-ig a Casa Pia játékosa volt.
2024. július 8-án Újpestre igazolt.

### A válogatottban
A portugál korosztályos válogatottakkal részt vett a Magyarországon rendezett 2014-es U19-es labdarúgó-Európa-bajnokságon és az új-zélandi 2015-ös U20-as labdarúgó-világbajnokságon is.

## Sikerei, díjai

### Klubcsapatokban
Benfica
- UEFA Ifjúsági Liga-döntős: 2013–14[12]

 Lechia Gdańsk
- Lengyel Kupa-győztes: 2018–19[13]

 Puskás Akadémia
- Magyar labdarúgó-bajnokság ezüstérmes: 2020–21
- Magyar labdarúgó-bajnokság bronzérmes: 2021–22

Egyéni elismerései
- U19-es Európa-bajnokság, a tirna All Star-csapatának a tagja: 2014[14]